# Knyszyn
Knyszyn ist eine Stadt im Powiat Moniecki der Woiwodschaft Podlachien in Polen. Sie ist Sitz der gleichnamigen Stadt-und-Land-Gemeinde mit etwa 4800 Einwohnern.

## Geografische Lage
Die Stadt liegt im Nordosten Polens, zentral in der Woiwodschaft Podlachien. Białystok liegt etwa 25 Kilometer südöstlich.
Etwa vier Kilometer nördlich von Knyszyn liegt der künstliche See Jezioro Zygmunta Augusta, benannt nach dem polnisch-litauischen König Sigismund II. August.
Nach Knyszyn ist der Wald Puszcza Knyszyńska und nach diesem Wald das große Landschaftsschutzgebiet Park Krajobrazowy Puszczy Knyszyńskiej benannt worden.

## Geschichte
Wann genau das heutige Knyszyn entstanden ist, ist nicht bekannt. Die erste Kirche des Ortes wurde 1520 von Mikołaj Radziwił errichtet. Stadtrecht erhielt der Ort im Jahr 1568 von König Sigismund II. August nach Magdeburger Recht verliehen. Sigismund II. August weilte hier mehrfach, 19 Male sind urkundlich dokumentiert. 1571 wurde die Stadt Sitz einer Starostei. Bei der Dritten Teilung Polens wurde die Stadt Teil Preußens, 1807 kam sie zu Russland. Während dieser Zeit kam es zu einem Zustrom von Deutschen und Juden nach Knyszyn. Im Ersten Weltkrieg wurde der Ort zu etwa einem Viertel zerstört. 1918 wurde die Stadt Teil des wiederentstandenen Polens. Zu Beginn des Zweiten Weltkrieges wurde Knyszyn 1939 von der Roten Armee besetzt. Zu Beginn des als Unternehmen Barbarossa bezeichneten Angriffs der Wehrmacht auf die Sowjetunion wurde die Stadt im Juni 1941 von den Deutschen besetzt. Diese richteten ein Zwangsarbeitslager ein. Am 2. November 1942 wurden die Juden, die zu Beginn des Krieges etwa die Hälfte der Bevölkerung stellten, in das Vernichtungslager Treblinka deportiert. Nach dem Krieg wurde Knyszyn Teil der neu gebildeten Volksrepublik Polen.

## Bauwerke
- die Kirche des  Apostels Johannes, errichtet im Jahr 1520
- ein Speicher aus der Zeit zwischen 1818 und 1820
- verschiedene Holzhäuser vom Ende des 18. Jahrhunderts.
- Denkmal an Sigismund II. August

## Landgemeinde
Die Stadt-und-Land-Gemeinde hat eine Fläche von 127,68 km² und etwa 4800 Einwohner (2016).

## Verkehr
In der Stadt kreuzen sich die Landesstraße 65 (droga krajowa 65) und die Woiwodschaftsstraße 671. (droga wojewódzka 671). Die 65 führt in nördlicher Richtung über das 13 Kilometer entfernte Mońki bis zur etwa 120 Kilometer entfernten Staatsgrenze zum russischen Oblast Kaliningrad bei Gołdap. In südlicher Richtung führt die Straße durch das 25 Kilometer entfernte Białystok bis zur etwa 80 Kilometer entfernten Staatsgrenze nach Belarus.
Südlich der Stadt liegt der Bahnhof Knyszyn an der Bahnstrecke Głomno–Białystok.
Der nächste internationale Flughafen ist der Frédéric-Chopin-Flughafen Warschau, etwa 180 Kilometer südwestlich.

## Bildung
In Knyszyn gibt es einen Schulkomplex, der Grund- und Mittelschule sowie ein Gymnasium vereint.

## Persönlichkeiten
- Sigismund II. August (1520–1572), König Polen-Litauens, verweilte mehrfach hier und starb hier.